# Rigodiadelphus arcuatus
Rigodiadelphus arcuatus là một loài Rêu trong họ Leskeaceae. Loài này được (Nog.) Nog. miêu tả khoa học đầu tiên năm 1973.